# Mont Ellsworth
Ne doit pas être confondu avec les monts Ellsworth, également en Antarctique.
Pour les articles homonymes, voir Ellsworth.
Le mont Ellsworth est un sommet de la chaîne de la Reine-Maud, en Antarctique. Culminant au-dessus d'un massif allongé entre les glaciers Steagall et Amundsen, il est haut de 2 925 m.
Découvert par l'Amiral Byrd lors de son vol vers le pôle Sud les 28-29 novembre 1929, et nommé par lui en l'honneur de Lincoln Ellsworth (1880-1951), explorateur américain de l'Antarctique. 